# کیمبرلی سرورسون
کیمبرلی سرورسون (انگلیسی: Kimberly Severson؛ زادهٔ ۲۲ اوت ۱۹۷۳) سوارکار اهل ایالات متحده آمریکا است.